# Борго Либерта (Фођа)
Борго Либерта (итал. Borgo Libertà) је насеље у Италији у округу Фођа, региону Апулија.
Према процени из 2011. у насељу је живело 102 становника. Насеље се налази на надморској висини од 250 м.